# ―女神―
「―女神―」（メガミ）は、早稲田ちえによる日本の漫画作品。

## 概要
『なかよし』（講談社）1995年4月号と同年5月号に前後編が掲載された。全2話。単行本は同社の講談社コミックスなかよしより全1巻が刊行された。そのほか、2004年に講談社漫画文庫より刊行された『―女神―早稲田ちえCOLLECTION』に本作品が収録されている。

## あらすじ
恵まれた容姿でモテまくりだが、本気で人を好きになったことがない加賀 玲司（かが れいじ）。尊敬する親友・高塚 基一（たかつか きいち）には、女性への対応を度々たしなめられていた。
ある日、玲司は基一が浜田 志奈子（はまだ しなこ）に恋していることを知る。男女問わず人気を集める志奈子のことを、基一は見ているだけで十分だと言う。
一方、玲司は基一のクラスの女子生徒・藤森 アキラ（ふじもり あきら）と印象的な出会いをし、告白される。強引なアキラに振り回されているうちに、玲司は他の女性とは違うものをアキラに感じるようになる。
「『好き』ってなんだ？」と悩み始める玲司。そんな中、志奈子が親の転勤でロンドンへ行くことになる。玲司の後押しで、基一は志奈子に告白するが…。

## 登場人物
加賀玲司（かが れいじ）
主人公。中学2年生。3組に在籍。男子バスケットボール部所属。
外見に恵まれ、女子生徒からの告白やプレゼントは日常茶飯事。いい加減な性格も手伝って、女子への対応はぞんざいになりがちである。オトナな親友・基一を尊敬している。
高塚基一（たかつか きいち）
中学2年生。6組に在籍。
大人しい性格で目立たないが、玲司の散らかしたゴミを無関係にもかかわらず片付けていたことがきっかけで、玲司から一目置かれ尊敬されるようになる。志奈子のことが好き。
浜田志奈子（はまだ しなこ）
中学2年生。4組に在籍。女子バスケットボール部所属。
明るい性格と可愛らしい容姿で、男女を問わず生徒にも教師にも人気がある。親の転勤でロンドンへ行くことになる。
藤森アキラ（ふじもり あきら）
中学2年生。6組に在籍。
吉井が出演するライブを見に来た玲司とライブハウスで出会う。以前から玲司のことが好きだった。強引に玲司と付き合うが、玲司の中にある基一の存在の大きさに悩む。
吉井由貴（よしい ゆき）
中学2年生。3組に在籍。
玲司の連れの一人。ギターの腕を買われ、年長のバンドに引き抜かれる。本作品の外伝的作品「家庭教師」の主要登場人物。

## 書誌情報
- 早稲田ちえ 『―女神―』 講談社〈講談社コミックスなかよし〉、1995年9月6日第1刷発行、ISBN 4-06-178815-9
  - 表題作のほか、「情熱の嵐」「ヤングOH! OH!」が収録されている。